# 스미요시초역
스미요시초역(일본어: 住吉町駅)은 일본 아이치현 한다시에 위치한 나고야 철도 고와선의 철도역이다. 역 번호는 KC 11이며, 상대식 승강장 2면 2선의 구조를 갖춘 지상역이다.

## 타는 곳
| 1 | ■ 고와선 | 하행 | 지타한다 · 고와 · 우쓰미 방면 |
| 2 | ■ 고와선 | 상행 | 오타가와 · 나고야 방면        |

## 이용 현황
- 2013년 기준 : 5,960명

## 역 주변
- 스미요시 신사
- 나고야 지방 재판소 한다 지부
- 아이치 현 지타 종합 청사

## 인접 역
| 나고야 철도 고와선           | 나고야 철도 고와선              | 나고야 철도 고와선       |
| ---------------------------- | ------------------------------- | ------------------------ |
| KC 08 아구이 오타가와 방면   | ■ 특급                          | 지타한다 KC 12 고와 방면 |
| KC 08 아구이 오타가와 방면   | □ 쾌속 급행 · ■ 급행 · ■ 준특급 | 지타한다 KC 12 고와 방면 |
| KC 10 한다구치 오타가와 방면 | ■ 보통                          | 지타한다 KC 12 고와 방면 |